# Гамо
Гамо (яп. 蒲生郡 Гамо-гун) — уезд, расположенный в префектуре Сига, Япония.

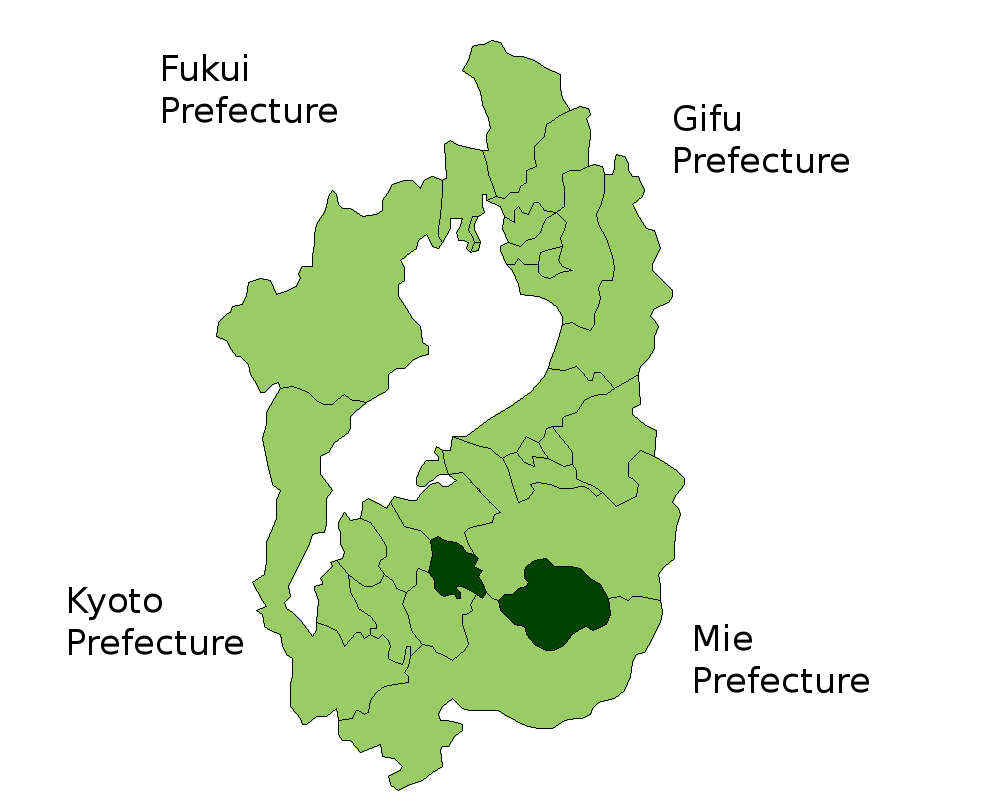
Расположение уезда Гамо в префектуре Сига.

По оценкам на 1 апреля 2017 года, население составляет 33,748 человек, площадь 162.15 км², плотность 208 человек / км². 

## Посёлки и сёла
- Сига
- Рюо

## Слияния
- 1 января 2006 года посёлок Гамо слился с городом Хигасиоми.
- 21 марта 2010 года посёлок Адути слился с город Омихатиман.